# Muduperar, Mangalore
Muduperar là một thị trấn thuộc taluk Mangalore, huyện Dakshin kannad, bang Karnataka, Ấn Độ.